# Maráza
Maráza is een plaats (község) en gemeente in het Hongaarse comitaat Baranya. Maráza telt 207 inwoners (2001).